# Source (Nubya-Garcia-Album)
Source ist das zweite Album der Jazz-Saxophonistin Nubya Garcia unter eigenem Namen. Die 2019 im Soup Studio in London bzw. den Mambo Negro Studios in Bogota entstandenen Aufnahmen erschienen am 21. August 2020 auf Concord Jazz.

## Hintergrund
Nach Ansicht von Andy Beta hat es keine griffigere Einführung in Londons lebhafte, geschäftige Jazzszene gegeben als Gilles Petersons Kompilation We Out Here (2018). Das Set wurde von Shabaka Hutchings, dem Star der Szene, kuratiert und zeigte eine neue Generation von Künstlern, die Jazzklassizismus mit Afrobeat, Neo-Soul, elektronischer Musik und Ambient verbanden. Daran wirkte auch die Tenorsaxophonistin Nubya Garcia mit, die auf fünf der neun Stücke der Kompilation präsent war. Garcias Album Source wurde mit dem Produzenten Kwes aufgenommen, dessen Kooperationen von Solange Knowles und Bobby Womack bis zu Nubya Garcias Nérija reichen. Garcia wechselt von musikalisch von Dub Reggae über Cumbia-Rhythmen zu klassischer Ballade. Garcia hat das Album eine Geschichte genannt, „über mein Erbe, meine Herkunft, die Erkundung dieser Orte und die Geschichten meiner Eltern und meiner Großeltern.“ Aus der afro-karibischen Diaspora stammt der traditionelle Song „La cumbia me está llamando“, der in Bogota mit dem Trio La Perla aufgenommen wurde, zu dem Diana Sanmiguel, Giovanna Mogollón und Karen Forero gehören.
Zu Garcias Band auf Source gehörten ihr langjähriger Keyboarder Joe Armon-Jones, der Kontrabassist Daniel Casimir und der Schlagzeuger Sam Jones. Unterstützt werden sie im Titelstück und in „Stand With Each Other“ von dem Posaunisten Richie Seivwright vom Ezra Collective und der Altsaxophonistin Cassie Kinoshi, Leiterin des SEED Ensembles, und der Trompeterin Sheila Maurice-Grey, der Leiterin von Kokoroko; beide sind ebenso wie Garcia auch Mitglieder des kollaborativen Septetts Nérija. Maurice-Grey ist ebenfalls Gastmusikerin in „Before Us: In Demerara & Caura“. Seivwright, Kinoshi und Maurice-Grey agierten auf diesen Titeln als Vokalisten.

## Titelliste
- Nubya Garcia: Source (Concord Jazz 00888072175761)[3]

1. Pace (Nubya Garcia) 7:52
2. The Message Continues (Nubya Garcia) 6:44
3. Source (Nubya Garcia) 12:08
4. Together Is a Beautiful Place to Be (Nubya Garcia) 7:36
5. Stand with Each Other (Nubya Garcia) 3:38
6. Inner Game (Nubya Garcia) 7:44
7. La cumbia me está llamando (Diana Sanmiguel, Giovanna Mogollón, Karen Forero, Nubya Garcia) 4:15
8. Before Us: In Demerara & Caura (Nubya Garcia) 8:00
9. Boundless Beings (Akenya Seymour, Nubya Garcia) 2:46

## Rezeption
Nubya Garcias Album Source erfuhr bei seinem Erscheinen durchweg positive Resonanz; die tageszeitung lobte, wie fokussiert die Stücke sind. Nach Ansicht von Mike Jurkovic (All About Jazz) zählt Source zu den besten Jazzalben des Jahres 2020 („Das ist die Bombe […] kann jetzt nicht aufhören, es zu spielen.“).
Das Titelstück, mit Armon-Jones’ entrücktem Fender-Rhodes-Solo und den „bekifft verhallten Spiritual-Jazz-Chören, die man in London derzeit so sehr schätzt“, sei „perfekter Groove“. In der Badischen Zeitung hieß (es unter der Überschrift „Ein mächtiges Debüt“), bereits das erste Stück „Pace“ stimme den Hörer „mit seiner hyperventilierenden Energie in allen Instrumenten“ darauf ein, dass Garcia mit ihrem Quartett das Jazz-Idiom in offener Nachbarschaft zur Epik des Amerikaners Kamasi Washington auslege. Der Klang des Albums Source sei kolossal, lobte Ralf Dorschel im NDR; Dub, Reggae, Soul und Calypso, aber auch filigrane spirituelle Gespinste und viele elektronische Beats und Sounds. Das Album wurde bei NDR als „Jazz-Album der Woche“ herausgestellt.

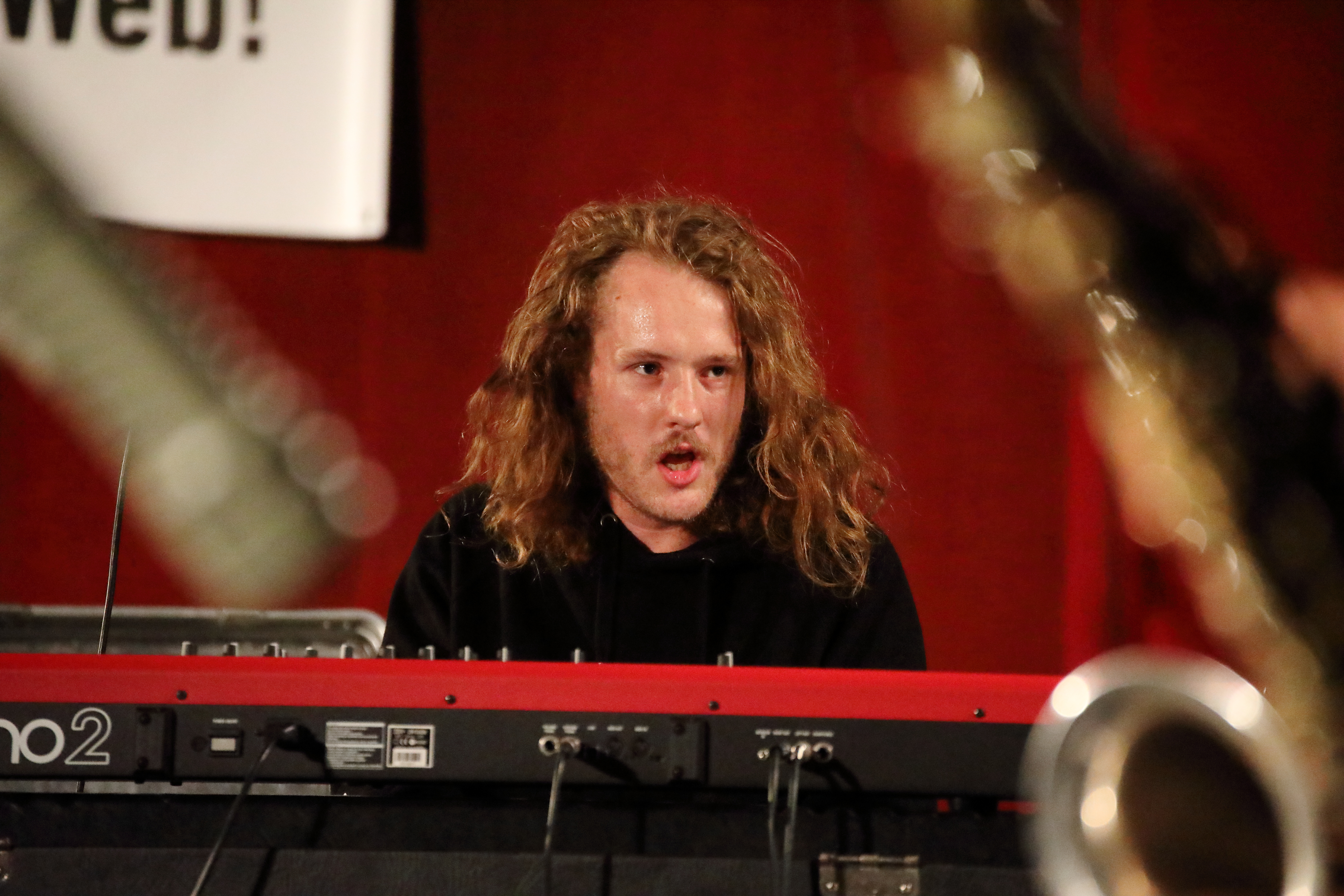
Joe Armon-Jones (INNtöne Jazzfestival 2019)

Nach Ansicht von Chris May, der das Album in All About Jazz rezensierte, sei das Album ein Kracher und erfülle mehr als die gewichtigen Erwartungen, die sich im Vorgriff auf sein Erscheinen gebildet hätten. Garcia habe sich in den drei Jahren seit Erscheinen der EP Nubya’s 5ive die Zeit genommen, ihre eigene Vision als Bandleaderin zu entfalten. Die Art von Jazz, die Garcia und ihre Kollegen entwickelt hätten, zeichne sich durch seine kulturelle Inklusivität aus, die das musikalische Erbe vieler seiner führenden Spieler in der Karibik und in Westafrika widerspiegle. Es seien diese vielfältigen, aber letztendlich sich überschneidenden Quellen, aus denen, wie man sich vorstellen könne, der Albumtitel hervorgeht, so der Autor. Sicherlich spiegeln sie sich im Titeltrack wider, einem zwölfminütigen, mit Dubs beladenen Gumbospiel, das von Londons multikultureller Atmosphäre geprägt wurde. Garcias herrlich großer, reicher Ton auf dem Tenorsaxophon beherrsche die Bühne während des gesamten Albums, in dem man immer noch Spuren ihres prägenden Einflusses, Joe Henderson, hören könne.
Thom Jurek verlieh dem Album in Allmusic vier Sterne und schrieb, aus den kulturellen Einflüssen reflektiere sie kraftvoll die kollektive Stimme des Quartetts nach außen. Die Spieler reagieren und projizieren eine historische Gegenwart, die Tradition und Innovation als eine einzige, facettenreiche Einheit betrachte. Source sei mit seiner abenteuerlichen, kinetischen und raffinierten Herangehensweise in der Verbindung moderner Komposition, Improvisation und Produktion sowie rhythmischen und harmonischen Traditionen eines der besten.
Andy Beta schrieb in Pitchfork, auf dem atemberaubenden Album meditiere die Tenorsaxophonistin über ihr Familienerbe, das Kontinuum der Jazzgeschichte und die Kraft des kollektiven Handelns in unseren gegenwärtigen Zeiten. Bereits in ihren vorangegangenen Projekten brachte sie einen explorativen, energiegeladenen Geist mit, der immer in den Dienst des Songs trat, lobte der Autor, und niemals die Musik überlagerte. Dieser Geist und diese Offenheit lasse sich leicht auch auf Garcias Debütalbum finden. Bei Source verwebe sie so viele Fäden derart meisterhaft, dass sie sich sofort als Grundstimme in der größeren, fortlaufenden Geschichte der Londoner Jazzszene etabliert, resümiert Beta; ihr Debüt sei eine atemberaubende Einführung.
Nach Ansicht von Kitty Empire (The Guardian) sei neben Shabaka Hutchings Nubya Garcia der Solist, der als Synonym für die vielseitige, tanzbare, politische Londoner Jazz-Renaissance von heute gelte. Aber dieses Album feiere die Macht des Kollektivs und das Erbe der afrikanischen Diaspora. Obwohl dies, rein technisch gesehen, ihre erste Solo-LP sei, habe Garcia frühere Veröffentlichungen von ihren anderen Bands Maisha und Nérija geprägt. Es präsentiere Garcia auch in vielen Stimmungen: voller Töne im hektischen „Pace“; dann träge und melodisch oder geradezu emotional, um an die Vorfahren zu erinnern („Before Us“), den jeweiligen Heimatdörfern ihrer Eltern in Guyana und Trinidad zu ehren. Garcia sei es genauso gelegen, sich auf dem Titeltrack über Reggae zu entspannen, wie sie kolumbianische Rhythmen auf „La Cumbia Me Está Llamando“ in den Vordergrund stelle. „Zurückhaltung und Großzügigkeit gehen hier Hand in Hand mit Virtuosität“, so ihr Resümee.

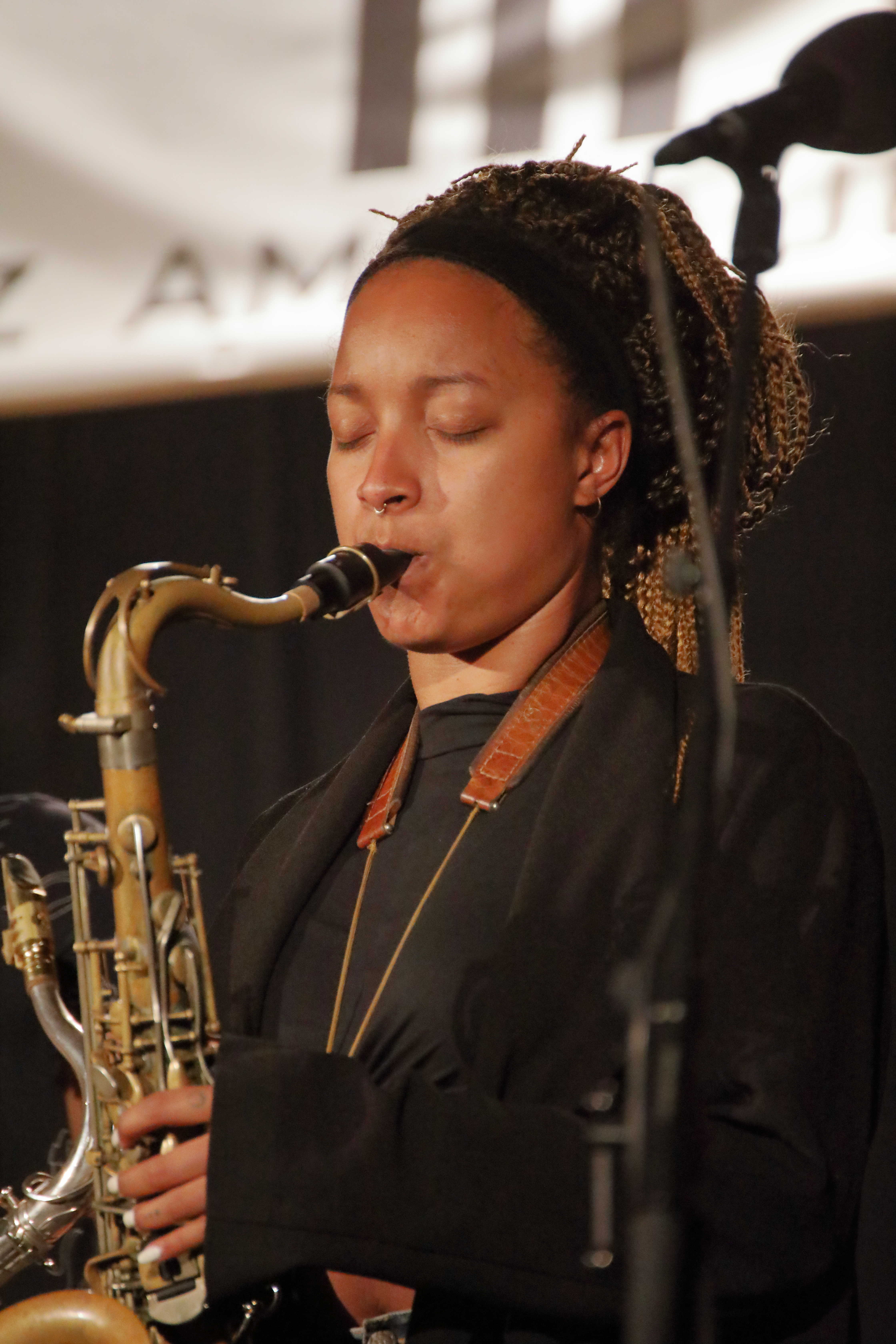
Nubya Garcia, INNtöne 2019

Dhruva Balram schrieb im New Musical Express, obwohl Garcias unvergleichliche Arbeit als Bandleaderin oft [von ihren weiteren Projekten] überschattet wurde, werde auf ihrem Debütalbum der einzigartige und kompromisslose Sound, den Garcia sich selbst erarbeitet habe, endlich lebendig. Während ihre vorhergehenden Produktionen Nubya’s 5ive und When We Are hektisch und verspielt waren, nehme sie hier an der Seite des Koproduzenten Kwes eine überlegte und beruhigende Dringlichkeit an. Bereits der Titeltrack, eine ausgedehnte 12-minütige Odyssee, die von Dub über R&B bis Calypso bis hin freien Spielformen des Jazz wechsle, stellt, so Balram, „Garcias blühende Musik-Communities in all ihren Erscheinungsformen mehrdeutig zur Schau.“ Das Stück sei ähnlich wie das Album ein Spiegelbild von Garcia, der unterschiedliche Teile der Welt zusammenbringen möchte, um ein Jazz-Album zu schaffen, das über Kulturen, Grenzen und Länder hinweg Resonanz finde.
Jon Carvell (London Jazz News) meint, es gebe ein spürbares Gefühl von Tiefe auf dem Album, das durch den Umfang und die Architektur der Melodien erzeugt werde. Es sei Garcias expansiver Ansatz als Bandleaderin – Soli in Langform von einer Glut zu einem lodernden Feuer aufbauen zu lassen und ihren Mitspielern Raum zu geben –, der dem, was sonst nur cool wäre, Fleisch und Bedeutung verleihe. Viele der herausragenden Momente auf diesem Album kommen, wenn sich die Dinge ins Meditative ändern, zum Beispiel auf dem letzten Track „Boundless Beings“ oder in der Gelassenheit von „Together is a Beautiful Place to Be“. Garcias Debüt-Soloalbum habe eine überragende Anmut und Reife, und es ist erfrischend zu sehen, dass jemand den Hype so gründlich rechtfertige.
Einwände formulierte Ammar Kalia im Down Beat, die das Album mit dreieinhalb von fünf Sternen bewertete: Angesichts der „mäandrierenden Mattigkeit dieser Kompositionen“ halte Garcia sich noch zu sehr davor zurück, „die Intensität zu liefern, von der wir wissen, dass sie sie bei Live-Auftritten erreichen kann.“ Das Album sorge letztendlich für ein verlockendes Hörerlebnis, aber eines, das durch das Vertrauen auf die Bandleaderin verstärkt würde, ihr Ensemble auf dem weiteren Weg vollständig loszulösen und auf eine höhere Stufe zu bringen. Darin liege der Schlüssel, um diese mittlerweile gut etablierte Londoner Szene weiter in einen wirklich individuellen Moment ungefilterten und radikalen Ausdrucks zu treiben. Bis dahin ist Source einfach ein zufriedenstellendes Debüt, so Kalias Resümee.
Das Album wurde 2021 in der Kategorie Jazzalbum des Jahres für die Parliamentary Jazz Awards nominiert.

## Charts und Chartplatzierungen
Source wurde zum ersten Chartalbum für Garcia in Deutschland und erreichte Rang 67 der Albumcharts, insgesamt konnte sich das Album zwei Wochen in den Top 100 platzieren. In den deutschen Jazzcharts platzierte sich Source in der Monatsausgabe August 2020 auf Rang vier.
| ChartsChartplatzierungen     | Höchstplatzierung | Wochen |
| ---------------------------- | ----------------- | ------ |
| Deutschland (GfK)            | 67 (2 Wo.)        | 2      |
| Vereinigtes Königreich (OCC) | 46 (1 Wo.)        | 1      |